# 22963 Fuls
22963 Fuls è un asteroide della fascia principale. Scoperto nel 1999, presenta un'orbita caratterizzata da un semiasse maggiore pari a 2,297039 UA e da un'eccentricità di 0,168905, inclinata di 4,211775° rispetto all'eclittica.